# قندية
قندية (الاسم العلمي: Ctenodactylidae) هي فصيلة من القنديات تتبع رتبة القوارض من طائفة الثدييات.
والقندية هي مجموعة صغيرة من القوارض البدينة، من أفريقيا، كانت تعيش في الصحارى الصخرية عبر الأجزاء الشمالية من القارة. تضم 4 أجناس و 5 أنواع.
ولهذا القاضم الصغير الحجم وسيدات أسفل قوائمه مكسوّة بالوبر تمكّنه من التنقّل بسلاسة ودون عناء فوق الصخور، القنديّ من حيوانات المحميّة، وهو شديد الحذر، يمكث بمكان ما دون حركة لكي لا تبصره الحيات والأورال والثعالب ويساعده في هذا التستر امتزاج لون فروه الأصهب مع لون صخور الجبل ويطلق عند الشعور بالخطر صفرا حادا ويلجأ مسرعا إلى جحره. تضع أنثى القندي حملها في الشتاء وتلد من 2 إلى 4 صغار مفتحة الأعين مكسوة بكامل فروها.

## أجناس
- قندي مشطي (الاسم العلمي: Pectinator)
- قندي ماسوتير (الاسم العلمي: Massoutiera)
- قندي فلاقة (الاسم العلمي: Felovia)
- قندي مشطي الأصابع (الاسم العلمي: Ctenodactylus)